# Wilhelm von Knyphausen
Wilhelm zu Innhausen und Knyphausen, né le 4 novembre 1716 à Lütetsburg et mort le 7 décembre 1800 à Cassel, est un militaire allemand connu pour avoir commandé des mercenaires allemands (« Hessois ») durant la guerre d'indépendance des États-Unis.